# Quinto Fabio Máximo Gurges (cónsul 265 a. C.)
Quinto Fabio Máximo Gurges  fue un poco conocido político y militar romano, hijo probable de su homónimo Quinto Fabio Máximo Gurges (cónsul en 292 a. C.) y padre del famoso Quinto Fabio Máximo, apodado Verrucoso y Cunctator.

## Biografía
Fabio fue asesinado en su consulado cuando intentaba sofocar algunos disturbios en Volsinii, Etruria.
Aparte de su hijo, Quinto Fabio Máximo, tuvo una hija, que se casó con un pretor llamado Tiberio Otacilio Craso.